# Grewia densa
Grewia densa är en malvaväxtart som beskrevs av Karl Moritz Schumann. Grewia densa ingår i släktet Grewia och familjen malvaväxter. Inga underarter finns listade i Catalogue of Life.